# Бачинський Юліан Олександрович
Юліан Олександрович Бачинський гербу Сас (28 березня 1870, с. Новосілка, нині Підгаєцька міська громада, Тернопільська область — 6 червня 1940, Медвеж'єгорськ, Карело-Фінська РСР або Ленінградська область, РРФСР (нині Республіка Карелія, Росія) — український політичний і громадський діяч, публіцист, член Української радикальної партії, а від 1899 року — Української соціал-демократичної партії, дипломат. Жертва сталінських репресій.
Псевдоніми, криптоніми: Сумний, Юродивий, Уяма, Julian B., Ю. Б.

## Життєпис
Народився 28 березня 1870 року в Новосілках (присілок Куть; нині с. Новосілка Підгаєцький район, Тернопільська область, Україна, тоді Королівство Галичини та Володимирії, Австро-Угорщина) в сім'ї Олександра та Євгенії Бачинських (з Филиповських). Батько був «сотрудником» (другим священиком). Утративши матір у 2,5 роки, виховувався у родині діда (по матері) о. Івана Филиповського, пароха Гусятина.
Навчався у Львівській гімназії з німецькою мовою викладання (1880—1882), Дрогобицькій реальній гімназії ім. Франца Йосифа (1882—1883). Закінчив Академічну гімназію у Львові (українську; 1890), того ж року вступив на правничий факультет Львівського університету (1894 року перервав навчання через однорічну військову службу, яку відбув у містах Їглаві та Пешті). Після закінчення університету (ймовірно, 1895) проходив практику в адвокатських конторах Львова. Навчався також у Берлінському університеті.
1890—1897 — один із провідних діячів Русько-української радикальної партії (РУРП).

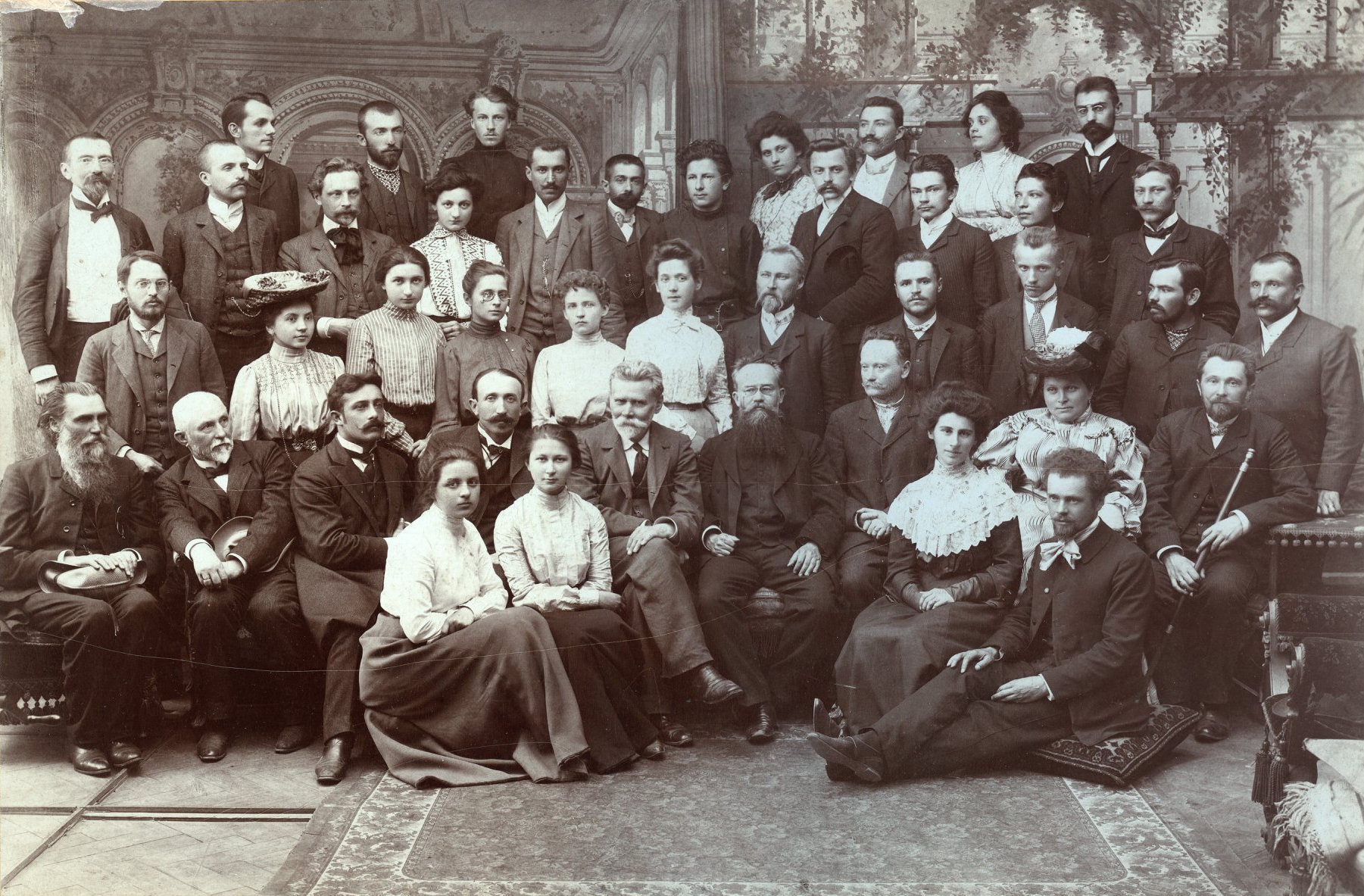
Викладачі та студенти Наукових курсів українознавства у Львові (організованих ТПУНЛШ), 5 липня 1904 р. Зліва направо: перший ряд (сидять): М. Дверницька, В. Чикаленківна, А. Трушева, І. Труш;
другий ряд (сидять): П. Рябков, Т. Ревакович, І. Брик, М. Ганкевич, Хв. Вовк, М. Грушевський, І. Франко, М. Грушевська, Вол. Гнатюк;
третій ряд (стоять): Вол. Дорошенко, М. Підлісецька (Мудракова), Г. Чикаленківна, К. Голицинська, О. Андрієвська, М. Липа, І. Липа, Ф. Шолудько, В. Панейко, Л. Сміщук, Л. Гарматій;
четвертий ряд (стоять): Вол. Лаврівський, Е. Голицинський, Юл. Бачинський, М. Крушельницька (Дроздовська), Дм. Дорошенко, Я. Грушкевич, Л. Чикаленко, Мих. Грушкевич, Ст. Дольницький, А. Хомик, М. Росткович;
п'ятий ряд (стоять): Юл. Ситник, Ол. Скоропис, Дм. Розов, Д. Старосольська (Шухевичівна), Вол. Загайкевич, Т. Єрми (п-ні Боднарова), Мих. Мочульський.

У 1895 році опублікував книгу «Україна уярмлена» («Ukraina Irredenta»), в якій, на підставі аналізу еміграції українців-галичан, став першим, хто обґрунтував (з марксистських позицій) потребу здобуття політичної незалежності України як головну передумову її дальшого соціально-економічного та культурного розвитку (під девізом: «Вільна, велика, політично самостійна Україна, одна, нероздільна від Сяну по Кавказ!»). На першу публікацію праці Бачинського відгукнувся Іван Франко.
1899 року разом з групою інших членів РУРП створив Українську соціал-демократичну партію (УСДП), керував нею до 1914. У червні 1905 виїхав до Канади та США, в грудні 1906 повернувся до Львова. Три роки займався адвокатурою.
Член Загальної української ради від 5 травня 1915.
У 1915—1918 служив тиловим офіцером австро-угорської армії в Мішкольці (Угорщина).
Активний учасник української революції 1917—1920 років.
1918—1919 — член Української національної ради ЗУНР / ЗО УНР. Голова дипломатичної місії УНР у Вашингтоні (1919—1921).
Від 1921 мешкав у Відні, від 1923 — в Берліні. Після невдалої спроби виїхати до УСРР (у його багажі польська поліція виявила антипольські брошури та книжки його авторства українською, англійською, німецькою та російською мовами) заарештований у Львові 18 березня 1931, після чого один рік відсидів у львівській тюрмі. Після звільнення жив у Празі.
28 листопада 1933 прибув з донькою Оленою до Харкова, влаштувався на роботу в редакції «Української радянської енциклопедії». Але 6 листопада 1934 його заарештувало ОДПУ. За нібито спробу організувати в УСРР підпільну мережу «Об'єднання українських націоналістів» засуджений 28 березня 1935 до 10 років ув'язнення. Покарання відбував у Біломор-Балтійському таборі.
Помер 6 червня 1940 в околицях м. Медвеж'єгорська Карело-Фінської РСР (нині — районний центр Республіки Карелія, РФ); інша версія місця смерті — Ленінградська область.
Реабілітований 19 жовтня 1957.

## Цікавий факт
Живучи за кордоном, читав пресу про Голодомор в Україні, робив виписки у своєму записнику, але не повірив наведеним фактам і приїхав до СРСР, де ці його записки стали одним із доказів проти нього.

## Творчий доробок
Автор політологічної праці «Україна irredenta» («Україна уярмлена», (1895) [Архівовано 23 серпня 2016 у Wayback Machine.], книг «Українська імміграція в З'єдинених Державах Америки» [Архівовано 17 серпня 2021 у Wayback Machine.] (1914), «Большевицька революція і Українці. Критичні замітки» [Архівовано 17 серпня 2021 у Wayback Machine.] (1925; Друге, доповнене видання [Архівовано 17 серпня 2021 у Wayback Machine.], 1928), «Моя переписка з Михайлом Драгомановим» [Архівовано 12 серпня 2016 у Wayback Machine.] та інших.
- Гльосси (1904) [Архівовано 31 травня 2016 у Wayback Machine.]
- Бачинський Ю. Україна Іrredenta (по поводу еміграції) : суспільно-політичний скіп. – Львів: З друкарні Інституту Ставропігійського, 1895. – 140 c. Електронна бібліотека "Україніка". Національна бібліотеа України імені В. І. Вернадського.
- Бачинський Ю. Україна irredenta / Юліан Бачинський ; з передм. В. Дорошенка. — 3-тє вид. — Берлін: Вид-во укр. молоді, 1924. — XXVIII, 237 с. [Архівовано 28 лютого 2019 у Wayback Machine.]
- Бачинський Ю. Як я видавав "Українську еміґрацію". Зразок культури "Українського Піємонту" з початком ХХ-го віку. – Львів: Накладом "Ради", 1930. – 32 c. Електронна колекція "Репресована література". Електронна бібліотека "Україніка". Національна бібліотеа України імені В. І. Вернадського.